# Bernard Miège
Bernard Miège (Annecy, 5 novembre 1941) è un saggista di scienze della comunicazione francese, noto per le sue ricerche nell'ambito dell'industria culturale.
Miège è docente presso l'università Stendhal di Grenoble, ed è il fondatore del gruppo di ricerca sulla comunicazione GRESEC (Groupe de Recherche sur les Enjeux de la Communication).

## Opere (parziali)
- The Capitalization of Cultural Production. New York, N.Y.: International General, 1989
- La pensée communicationnelle, Grenoble, 1995
- La société conquise par la communication. I. Logiques sociales, Grenoble, 1996
- La société conquise par la communication. II. La communication entre l'industrie et l'espace public, Grenoble, 1997